# Todomondo
Todomondo è un gruppo pop romeno che, vincendo le selezioni nazionali, hanno partecipato all'Eurovision Song Contest 2007 tenutosi ad Helsinki.
La canzone con i quali si sono presentati si chiamava Liubi, Liubi, I love you che si è aggiudicata la 13ª posizione finale.

## Componenti
- Andrei
- Kamara Ghedi
- Mister M
- Valeriu Răileanu
- Vlad Creţu
- Ciro de Luca, che ha padre italiano e madre romena